# Anna O.
Anna O. (1859 – 1936) è il nome letterario attribuito a Bertha Pappenheim, celebre paziente di Josef Breuer che fu trattata mediante ipnosi per diversi sintomi di isteria, finché del caso non si interessò Freud, dal cui interesse derivò un importante stimolo per la psicoanalisi.
Il suo vero nome restò ignoto a lungo al pubblico e agli studiosi.
Afferma Ernest Jones che «Freud si interessò molto al caso di Anna O., di cui venne a conoscenza poco dopo la sua conclusione avvenuta nel giugno 1882: per essere esatti, il 18 novembre». Infatti, malgrado Studi sull'isteria (1895) fosse firmata "Dr. Jos. Breuer und Dr. Sigm. Freud", egli dubita che tra gli autori si possa annoverare Freud.
In una annotazione polemica anzi afferma che, essendo stata la Pappenheim stessa a scoprire il metodo catartico, «il suo nome merita di essere ricordato». È giusto al riguardo ricordare che Ernest Jones fu polemico in modo estremo e talvolta malevolo, come nel caso in cui sostenne - ma fu smentito - che una malattia mentale avesse colpito Sándor Ferenczi negli ultimi anni di vita.
La giovane paziente - descritta molto bella, intelligente, di grandi doti poetiche e d'immaginazione, oltre che comprensione, intuizione e acuto senso critico - era ventunenne all'epoca del manifestarsi dei primi sintomi: stati emotivi soggetti a incomprensibili sbalzi, come momenti di forte allegria seguiti da profonda depressione. La sfera sessuale risultava del tutto negata, come assente da ogni trasporto erotico, in quanto mai era stata innamorata; in tale condizione aveva sviluppato una grande capacità di sognare a occhi aperti le vicende di un suo "teatro privato" che le permetteva di dar libero sfogo all'immaginazione, creando storie fantastiche. A tali fantasie si dedicava anche mentre era in compagnia di persone con le quali riusciva ad apparire comunque attenta e partecipe.

## I disturbi
Nel luglio del 1880, alcuni mesi dopo che il padre si era ammalato gravemente, iniziarono a manifestarsi diversi disturbi che nel complesso divennero rapidamente invalidanti:
- strabismo convergente
- cefalea occipitale sinistra
- disturbi visivi associati e no
- paralisi dei muscoli della regione anteriore del collo
- contratture del braccio poi della gamba dal lato destro e in seguito anche della parte sinistra
- allucinazioni
- disfasia paradossale, incapacità di parlare altra lingua che l'inglese
- sensazione riferita di vedersi cadere addosso le pareti, di avere vuoti di memoria e di avere "perduto parti del tempo"
- torpore pomeridiano al quale verso sera subentrava a volte un sonno profondo e altre volte una forte eccitazione motoria
- comportamento e umore discontinui: passava da depresso, ansioso e relativamente normale ad aggressivo e incontrollato nel quale, talvolta sotto l'effetto di allucinazioni, scagliava oggetti contro le persone che cercavano di rassicurarla
- sonnambulismo ricorrente
- idrofobia
- compresenza di due stati di coscienza ben distinti
- mutismo
- difficoltà nel riconoscere le persone

## Il decorso
Può esser diviso in parti ben distinte:
- Incubazione latente: dalla metà luglio a dicembre 1880 una fase resa nota per l'accuratezza che lei stessa metteva nel ricostruire l'anamnesi apportandovi molto materiale.
- Malattia manifesta: con i sintomi descritti, ricorrenti e accompagnati da forti sensazioni d'ansia.
- Un periodo di sonnambulismo persistente alternato a stati normali.
- Remissione: l'insieme di sintomi iniziò a diminuire gradualmente nel dicembre del 1881 e ogni disturbo sembrò del tutto scomparso nel giugno del 1882. Negli anni successivi tuttavia si ha notizia di numerose ricadute.

### Lo sviluppo iniziale
Nei primi mesi della malattia paterna la giovane si dedicò con sacrificio al malato e, trascurando sé stessa per il manifestarsi di una ripugnanza di ogni tipo di alimenti, andò incontro a un progressivo deperimento che esitò in grave anemia; per l'aggravarsi di tali problemi fu costretta ad abbandonare le cure del padre. Per una tosse persistente venne chiamato un medico, e fu in questa circostanza che Anna incontrò per la prima volta Joseph Breuer che la ritenne un sintomo nervoso e considerati gli altri numerosi sintomi intervenuti iniziò a praticarle l'ipnosi.
Diversi fenomeni si presentarono nel corso della malattia; tra questi le "assenze diurne" nelle quali immaginava situazioni delle quali talvolta riferiva qualcosa e, se un presente ne ripeteva una parola, iniziava a descrivere scene o a narrare storie spesso affliggenti, solitamente con una ragazza seduta al capezzale di un malato. Si addormentava solo a notte fonda, di un sonno agitato, per ridestarsi al mattino con nuove storie. Durante il trattamento di Breuer, se durante l'ipnosi serale per qualche motivo non era riuscita a raccontare la sua storia, il giorno dopo per calmarsi doveva raccontarne due e, col passare del tempo si trattava di storie sempre più tragiche e spaventose.
All'inizio del dicembre 1880 comparve lo strabismo convergente e un'astenia che la tenne a letto fino all'inizio di aprile 1881. Durante questo periodo comparvero nuovi disturbi fra cui cefalea occipitale sinistra, lo strabismo convergente si aggravava durante gli stati di eccitazione, sensazione di vedersi cadere addosso le pareti della camera, diverse turbe visive, paresi dei muscoli della regione anteriore del collo, contratture che iniziarono dal braccio destro per propagarsi poi alla gamba e giunsero a interessare anche la parte sinistra. In ogni circostanza Anna provava sensazioni d'ansia incontenibile.

### L'intervento di Breuer
Breuer intraprese la cura già sospettando la gravità della paziente in base ai sintomi; ella soffriva di due diversi stati: uno in cui riconosceva l'ambiente circostante, era depressa, ansiosa ma relativamente normale, l'altro in cui era sotto l'effetto di allucinazioni, aggressiva, scagliava oggetti contro le persone.
Nel primo stato soffriva di vuoti di memoria e lamentava di "aver perso una parte del tempo", ma se veniva rassicurata dai presenti passava al secondo stato e reagiva accusandoli di volerla confondere, affermando di essere sul punto d'impazzire.
Anche prima che il suo stato la costringesse a letto mostrava vuoti di memoria, interrompendosi nel mezzo di un discorso e ripetendo più volte le ultime parole pronunciate. Tali fenomeni si aggravarono nel tempo finché ella apparve normale solo per brevi periodi mentre gli sbalzi d'umore aumentavano e le allucinazioni divenivano più spaventose (vedeva serpenti neri al posto dei capelli e dei nastri). Nei rari momenti di lucidità si lamentava dell'oscurità del suo cervello, temeva di diventare cieca, sorda, e di avere due personalità, una buona e una malvagia.
Ben presto si manifestò una dislalia da una difficoltà nel trovare le parole seguita dalla perdita della grammatica e della sintassi, in breve tempo diventò completamente mutacica. Breuer con un'intuizione geniale congetturò che la giovane, sentendosi offesa per qualcosa, avesse deciso di non proferire più parola; ma l'unico modo per sbloccare la situazione era di ottenere che parlasse. Ottenne ciò mediante l'ipnosi e il risultato positivo coincise con una progressiva ripresa della mobilità degli arti del lato sinistro nel marzo 1881. Rimessi i sintomi intervenne un disturbo disfasico particolare, che Freud descrive così: «Nel periodo in cui la paziente aveva dimenticato la propria lingua madre e tutte le altre, eccettuato l'inglese, la sua padronanza di quest'ultima raggiunse un livello tale ch'ella era in grado, quando le si presentava un libro in tedesco, di fornire a prima vista una perfetta e fluida traduzione inglese».
Di tale paradossale abilità, Anna sembrava non accorgersi. La nuova configurazione dei sintomi durò per qualche tempo: la giovane parlando in inglese e comprendendo il tedesco, nei momenti di grave ansia tornava a perdere l'uso della parola e talvolta si esprimeva in un miscuglio di lingue. Dalla morte del padre, avvenuta poco tempo dopo, ebbe inizio un peggioramento delle condizioni: non riusciva a riconoscere le persone, a parte Breuer, e iniziò a rifiutare il cibo pretendendo che fosse solo il medico a nutrirla. Numerosi furono, durante tutto tale periodo, i tentativi di suicidio.

### L'intervento di Freud
Per indicazione di Freud un importante esperimento fu condotto per la prima volta da Breuer nella cura della malata: l'applicazione del metodo catartico, che consisteva nel visitare la paziente di sera ponendola sotto ipnosi e inducendola a raccontare tutti i pensieri che avevano occupato la sua mente dall'ultima visita del medico. In seguito a tale nuova modalità di relazione il rapporto fra Anna e il medico si fece più intenso, la ragazza non riusciva ad aprirsi con nessun altro, ogni volta che Breuer era costretto ad allontanarsi per qualche giorno tutti i progressi che aveva raggiunto con le sedute sembravano sparire ed ella diventava irrequieta, agitata, intrattabile. La conduzione del caso divenne impossibile per il manifestarsi del fenomeno che successivamente Freud avrebbe chiamato "passione di transfert", a causa del quale la paziente aveva iniziato a provare sentimenti d'amore per il medico.
Breuer scoprì che quando la paziente in ipnosi dava sfogo verbale ai pensieri che riguardavano il periodo d'incubazione della malattia, certi sintomi scomparivano. Ad esempio dal rifiuto di Anna nel bere un bicchiere d'acqua malgrado il caldo e il bisogno di bere, dedusse che per lei era impossibile: sollevava il bicchiere e lo avvicinava alle labbra ma subito lo respingeva. Durante l'ipnosi Anna riferì di avere visto una volta il cagnolino della sua dama di compagnia bere da un bicchiere ma non aveva parlato con nessuno dell'accaduto per evitare di essere scortese. Dopo che la causa del disturbo fu così espressa il fenomeno non ricomparve più. Si poté così dedurre per la prima volta che i disturbi isterici hanno causa nelle passate esperienze del paziente.
In ragione della "passione di transfert" si stava creando fra Anna e Breuer uno stretto legame che provocava problemi alla vita matrimoniale del medico; stando al racconto di Ernest Jones, biografo "ufficiale" di Freud, nell'impossibilità di tollerare la situazione e non essendo possibile a quel tempo una spiegazione scientifica, egli decise di non occuparsi più del caso. Subito dopo tale decisione ella ebbe un episodio di "parto isterico", che doveva essere apparentemente il frutto di un rapporto immaginario con Breuer ma nel quale si metteva in scena il desiderio inconscio di avere un figlio da un rapporto incestuoso col padre. Breuer praticando l'ipnosi ottenne che tale manifestazione terminasse ma, spaventato dalla reazione emotiva della paziente, la abbandonò e partì con la moglie per una seconda luna di miele a Venezia, dove sarebbe stata concepita la figlia Dora. Tuttavia, come hanno rivelato gli studi di Albrecht Hirshmueller, biografo di J. Breuer, è falso sia che i coniugi Breuer siano partiti precipitosamente per Venezia, sia che colà abbiano concepito la figlia Dora, come era stato riferito. Quest'ultima nacque l'11 marzo 1882, ben tre mesi prima del suo supposto concepimento. Ma anche del famoso parto isterico non c'è traccia nel rapporto redatto da Breuer per lo psichiatra R. Binswanger, direttore della clinica di Kreuzlingen, e padre del più celebre Ludwig, cui fu affidata Anna-Bertha (su tutto ciò vedere: R. Speziale-Bagliacca "Sigmund Freud", Le Scienze, dicembre 1999).